# Jacqueline Wilson

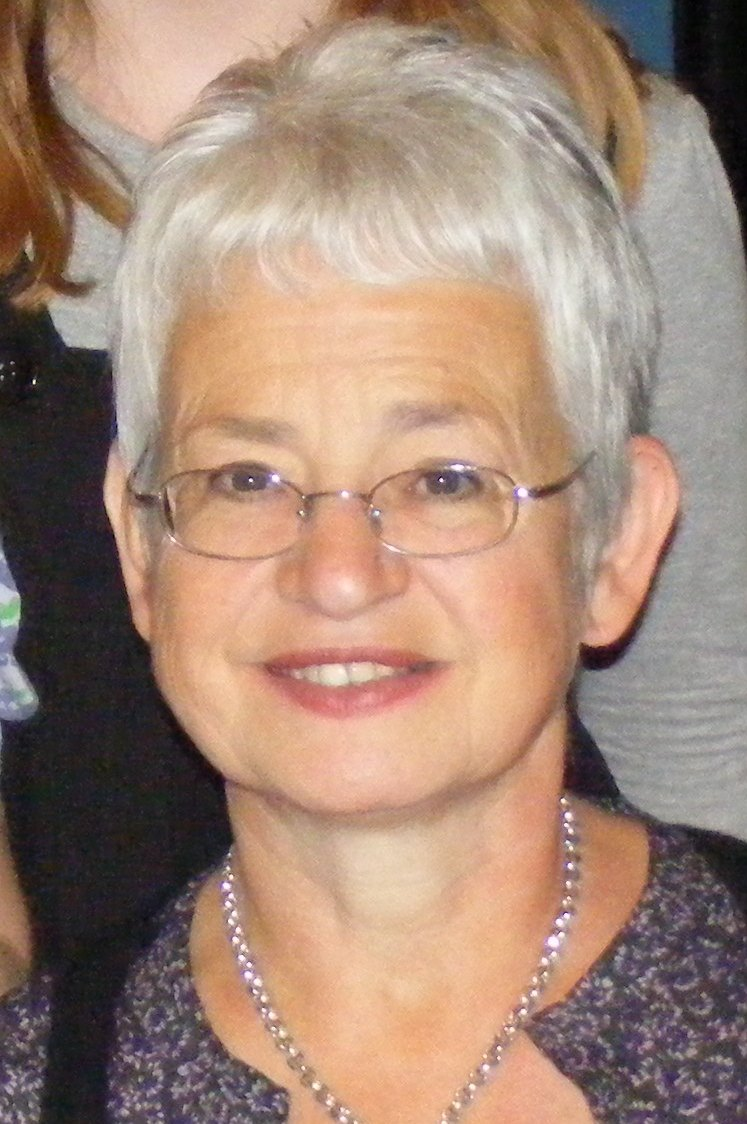
Jacqueline Wilson, 2009

Dame Jacqueline Wilson GBE (geborene Aitken, * 17. Dezember 1945 in Bath) ist eine britische Schriftstellerin. Wilson ist bekannt für ihre zahlreichen Kinderbücher, in denen sie sich anspruchsvollen Themen wie Adoption, Missbrauch, Scheidung und psychische Erkrankungen widmet.
Jacqueline Wilson schrieb Kriminalromane und das Buch "Die Mitternachtsfee", Hörspiele und zahlreiche Kinder- und Jugendbücher. Ihre wohl bekanntesten Bücher stammen aus der Tracy Baker-Reihe: "Die unglaubliche Geschichte der Tracy Baker", "Bühne frei für Tracy Baker" und "Tracy Baker ist unschlagbar".

## Beliebtheit, Auszeichnungen und Ehrungen
In einer Meinungsumfrage der BBC wurden vier ihrer Bücher in die Liste der 100 beliebtesten Bücher Großbritanniens gewählt.
Im Juni 2002 und 2008 wurde ihr ein "Order of the British Empire" verliehen. Auf der von der BBC 2003 erstellten Liste BBC Big Read findet sich Jacqueline Wilson viermal (!): Auf Platz 31 mit "Die unglaubliche Geschichte der Tracy Baker", Platz 80 mit "Charlies Doppelleben", Platz 86 mit "Vicky Angel" und Platz 98 mit "Girls In Love". Von 2004 bis 2008 waren ihre Bücher die am häufigsten ausgeliehenen Bücher in britischen Bibliotheken.
Jacqueline Wilson wurde zum Children’s Laureate 2005–2007 ernannt. Mittlerweile ist sie zweifache Ehrendoktorin.
Im Rahmen der New Year Honours 2008 wurde sie als Dame Commander des Order of the British Empire (DBE) geadelt und 
bei den New Year Honors 2025 in den Rang einer Dame Grand Cross erhoben.

## Privatleben
Wilson hat eine erwachsene Tochter und lebt in Kingston upon Thames. Am 4. April 2020 outete sich Wilson als homosexuell.

## Werke (Auswahl)
- 1991: "Die unglaubliche Geschichte der Tracy Baker" ("The Story of Tracy Beaker"; mit "e")
- 1995: "Charlies Doppelleben" (The Lottie Project) – Nestlé Smarties Book Prize
- 1996: "Bad girls"
- 1997: "Girls in Love"
- 1999: "The Illustrated Mum" – Guardian Award 2000 & Shortlist Whitbread Book Award -Clean Break
- 2000: "Lizzie Zipmouth" – Nestlé Smarties Book Prize
- 2000: "Vicky Angel"
- 2000: "Das Kofferkind" (The Suitcase kid)
- 2001: "Aprilscherze und andere Katastrophen" (Dustbin Baby, 2008 von der BBC verfilmt) (dt.2003)
- 2002: "Die fabelhaften Barker Girls" (Double Act) Deutscher Jugendliteraturpreis 2003
- 2005: "Die Mitternachtsfee" (Midnight).   ISBN  978-3-596-80882-3